# Завод суперфосфату в Бейсвотер
Завод суперфосфату в Бейсвотер – колишній виробничий майданчик у австралійському місті Перт (штат Західна Австралія)
Завод ввела в дію у 1928 році компанія Cresco Fertilizers, що до того вже мала суперфосфатні виробництва в штаті Південна Австралія у Біркенгеді, Валлару та Порт-Лінкольні. 
Технологічний процес виробництва суперфосфату передбачає обробку фосфоритів сульфатною кислотою, яку продукували на самому майданчику шляхом спалювання піритів та сірки. Відомо, що певний час постачальником піритів виступала копальня Айрон-Кінг, що діяла у 1940-х – 1960-х роках.
З 1972-го завод також випускав певні обсяги соляної кислоти, яку отримували реакцією сульфатної кислоти з хлоридом натрію чи хлоридом калію.
У 1970-му активи Cresco Fertilizers в Західній Австралії придбала компанія Cuming Smith British Petroleum and Farmers Limited (також відома як CSBP), що володіла в цьому штаті суперфосфатними заводами у Квінані (на південній околиці Перті), Банбері та Джерлдтоні. Таким чином, всі суперфосфатні заводи Західної Австралії опинились в одних руках, що надало змогу оптимізувати розміщення виробництва. У 1975-му майданчик в Бейсвотері припинив продукування сульфатної кислоти, а в 1978-му завершив випуск суперфосфату. Виробництво соляної кислоти тривало до 1990-го.
Майданчик ще міг використовуватись для допоміжних цілей, проте вся подібна діяльність завершилась у 2003-му, а в 2006 році більшість споруд демонтували.